# فشل عنصر الوقود النووي
فشل عنصر الوقود النووي هو عبارة عن تمزق في تكسير الوقود في مفاعل نووي يسمح للوقود النووي أو المنتجات الانشطارية إما في شكل نظائر مشعة أو جزيئات ساخنة بالدخول إلى سائل تبريد المفاعل أو مياه التخزين.

## نبذة
الوقود النووي المعياري بحكم الواقع هو ثاني أكسيد اليورانيوم أو يورانيوم / بلوتونيوم مختلط. له نقطة انصهار أعلى من المعادن الأكتينيد. يقاوم ثاني أكسيد اليورانيوم التآكل في الماء ويوفر مصفوفة مستقرة للعديد من المنتجات الانشطارية ؛ ومع ذلك لمنع منتجات الانشطار من ترك مصفوفة ثاني أكسيد اليورانيوم ودخول المبرد يتم تغليف حبيبات الوقود عادة في أنابيب من سبيكة معدنية مقاومة للتآكل .
ثم يتم تجميع هذه العناصر في حزم للتبريد. ومع انشطار الوقود يتم احتواء المنتجات الانشطارية المشعة أيضًا بواسطة الكسوة ويمكن بعد ذلك التخلص من عنصر الوقود بالكامل كنفايات نووية عند إعادة تزويد المفاعل بالوقود.
الا انه إذا تعرضت الكسوة للتلف فإن تلك المنتجات الانشطارية (التي ليست غير متحركة في مصفوفة ثاني أكسيد اليورانيوم) يمكن أن تدخل ماء تبريد المفاعل أو تخزينه ويمكن أن تتسرب من قلب المفاعل إلى باقي دائرة التبريد الأولية.
في الاتحاد الأوروبي تم إنجاز بعض الأعمال التي يتم فيها تسخين الوقود في مفاعل أبحاث وخلال هذه التجارب يتم قياس انبعاثات النشاط الإشعاعي من الوقود وبعد ذلك يخضع الوقود لامتحان بعد الإشعاع لاكتشاف المزيد حول ما حدث لها.